# Пертозеро (озеро, Кондопожский район)
Пе́ртозеро — озеро в Кондопожском районе Республики Карелия.

## Общие сведения
Старейшее водохранилище, образовано в 1707 году для нужд Кончезерского медеплавильного завода.
Котловина тектонического происхождения.
Озеро удлинённой формы, вытянуто с северо-запада на юго-восток. Площадь поверхности — 12,8 км², площадь водосборного бассейна — 152 км², высота над уровнем моря — 44,0 м. На озере 10 островов общей площадью 0,16 км². Берега возвышенные, каменисто-песчаные, в южной части озера — низменные, заболоченные.
В северную часть озера впадает ручей, в южную часть из Габозера — река Габозерка и из Мунозера — река Мунозерка. Сток через Кончезерскую плотину в Кончозеро.
Дно ровное, илистое. Высшая растительность представлена тростником и камышом в заливах.
В озере обитают окунь, плотва, щука, сиг, налим, ёрш.
Озеро служит источником водоснабжения посёлка Кончезеро.